# Communauté de communes Fismes Ardre et Vesle
Die Communauté de communes Fismes Ardre et Vesle war ein französischer Gemeindeverband mit der Rechtsform einer Communauté de communes im Département Marne in der Region Grand Est. Der Gemeindeverband wurde am 1. Januar 2014 gegründet und umfasste 20 Gemeinden. Der Verwaltungssitz befand sich im Ort Fismes.

## Historische Entwicklung
Der Gemeindeverband entstand mit Wirkung vom 1. Januar 2014 durch die Fusion der Vorgängerorganisationen Communauté de communes Ardre et Vesle und Communauté de communes des Deux Vallées du Canton de Fismes.
Der Gemeindeverband wurde am 1. Januar 2017 mit den Communautés de communes Beine-Bourgogne, Vallée de la Suippe, Rives de la Suippe, Nord Champenois, Champagne Vesle und Vesle et Coteaux de la Montagne de Reims sowie Teilen der Communauté de communes Ardre et Châtillonnais, zudem der Communauté d’agglomération Reims Métropole zur neu gegründeten Communauté urbaine du Grand Reims zusammengeschlossen.

## Ehemalige Mitgliedsgemeinden
1. Arcis-le-Ponsart
2. Baslieux-lès-Fismes
3. Bouvancourt
4. Breuil
5. Courlandon
6. Courville
7. Crugny
8. Fismes
9. Hourges
10. Jonchery-sur-Vesle
11. Magneux
12. Montigny-sur-Vesle
13. Mont-sur-Courville
14. Pévy
15. Prouilly
16. Romain
17. Saint-Gilles
18. Unchair
19. Vandeuil
20. Ventelay